# Le Trajet d'une rivière
Le Trajet d'une rivière (sous-titré La Vie et les Aventures parfois secrètes de Francis Tregian, gentilhomme et musicien) est un roman d'Anne Cuneo publié le 1er décembre 1993 aux éditions Bernard Campiche et ayant reçu le prix des Libraires en 1995. 

## Résumé
Ce livre raconte l'histoire au XVIe siècle d'un gentilhomme anglais catholique, Francis Tregian, persécuté dans son pays pour sa religion, et qui trouve refuge en Europe continentale. Grand musicien, virtuose du virginal, Tregian aurait été le compilateur de la plus célèbre collection de musique pour cet instrument qui nous soit parvenue : le Fitzwilliam Virginal Book.

## Éditions
- Le Trajet d'une rivière, éditions Bernard Campiche, 1993  (ISBN 2-882-41043-3).
- Le Trajet d'une rivière, éditions Denoël, 1994,  (ISBN 2-207-24328-1)